# 창사 지하철
창사 지하철(중국어 간체자: 长沙地铁, 정체자: 長沙地鐵)은 중화인민공화국 후난성 창사 시의 도시 철도이다.

## 노선

창사 지하철 노선도

- ● 창사 지하철 1호선
- ● 창사 지하철 2호선
- ● 창사 지하철 3호선
- ● 창사 지하철 4호선
- ● 창사 지하철 5호선
- ● 창사 지하철 6호선
- ● 창사 지하철 S1선
- ● 창사 지하철 S2선

## 같이 보기
- 지하철 목록